# Advance Patrol
Advance Patrol, eller AP, är en hiphopgrupp från Malmö i Sverige. Gruppens medlemmar är Gonza Blatteskånska, Juan Havana. På albumet Utskrivna medverkar även Rock-A-Spot, Rodde och framlidne Chafic Mourtada (bror till Zeina Mourtada) vars öde behandlas i dokumentären Gå Loss från 2004.
Samtliga av gruppens nuvarande medlemmar är ursprungligen från Latinamerika. Bandets medlemmar (Gonza) är uppvuxna i Lindängen och en (Juan Havana) är uppvuxen i Kroksbäck i Malmö. De sjunger på svenska, engelska eller spanska. Gruppen bildades 1998 men slog igenom 2000 i Sverige.
2003 släppte de sin debutskiva Utskrivna, som blev en stor hit. De ansågs då vara "Sveriges bästa Hip-hop just nu" enligt Aftonbladets recensent.
2004 hade dokumentärfilmen Gå Loss premiär, som handlade om deras väns död och om gruppens framtid vilket fick massmedial uppmärksamhet och mycket fina omnämnanden.
2006 kom uppföljaren Aposteln som följdes av ett flertal spelningar runt om i Sverige. Flera låtar spelades flitigt på radion.
Gruppen är känd för att vara starkt samhällskritisk och för att ta avstånd från rasism och diskriminering.
2007 kom deras tredje album Enligt AP som bestod mer av latinamerikanska rytmer.
Under 2008 har gruppen mer och mer inriktad sig på att rappa på modersmålet spanska. Flera nya låtar finns att betrakta på gruppens myspace-sida.
I maj 2009 lanserade  gruppen albumet El Futuro på The Pirate Bay. Gonza förklarade till DN.se att "vi vill nå ut i världen och The Pirate Bay gav oss möjligheten att sätta oss på startsidan som når miljontals människor över hela jorden. Vi har försökt på andra sätt, men som det ser ut är det väldigt svårt"

## Diskografi
- Utskrivna (2003)
- Aposteln (2006)
- Enligt AP (2007)
- El Futuro (2009)

## Videografi
| År   | Titel                             | Album                    | Regissör        |  |
| ---- | --------------------------------- | ------------------------ | --------------- |  |
| 2000 | Min Dag                           | Min Dag                  | Manuel Concha   |  |
| 2000 | Dialogen                          |                          | Manuel Concha   |  |
| 2001 | Vem Vill Hem                      | Vem Vill Hem/Farbror Blå | Manuel Concha   |  |
| 2002 | Farbror Blå                       | Vem Vill Hem/Farbror Blå | Manuel Concha   |  |
| 2003 | Vi É Dom                          | Utskrivna                | Jay Veesualz    |  |
| 2003 | Jag Finns Här Med Er Nu           | Utskrivna                | Jay Veesualz    |  |
| 2003 | Min Musik                         | Utskrivna                | Anders Weberg   |  |
| 2004 | Jag Vill Ha 6                     | Utskrivna                | Manuel Concha   |  |
| 2005 | Ett Land Som Är Tryggt/Betongbarn | Aposteln                 |                 |  |
| 2006 | Plötsligt Kom Tystnaden           | Aposteln                 |                 |  |
| 2006 | Blågula Färger                    | Aposteln                 | Emil Mkrttchian |  |
| 2007 | Mitt X/Rör På Den                 | Aposteln                 |                 |  |
| 2007 | Vi Laddar                         | Enligt AP                |                 |  |
| 2007 | Eldsjälar                         | Enligt AP                | Gonzalo Del Rio |  |
| 2009 | Soy de la calle med Pato Pooh     | El Futuro                | Krišs Abens     |  |
| 2009 | Perdoname                         | El Futuro                | Roberto Duarte  |  |
| 2010 | El Futuro                         | El Futuro                | Alfredo Canales |  |

## Fotnoter
1. ↑  ”Landets bästa hiphop”. Aftonbladet. 13 april 2003. https://www.aftonbladet.se/nojesbladet/musik/a/yv63MK/landets-basta-hiphop.
2. ↑  http://www.svd.se/kulturnoje/nyheter/artikel_2984821.svd
3. ↑  http://www.dn.se/kultur-noje/musik/advance-patrol-slapper-ny-skiva-via-the-pirate-bay